# Dariusz Dziekanowski
Dariusz Dziekanowski   (Varsòvia, 30 de setembre de 1962), conegut com a Jacki Dziekanowski, és un exfutbolista polonès de la dècada de 1980.
Fou 62 cops internacional amb la selecció polonesa amb la qual participà en la Copa del Món de Futbol de 1986. Pel que fa a clubs, defensà els colors de Polonia Warszawa, Gwardia Warszawa, Widzew Łódź, Legia Varsòvia, Celtic FC i Bristol City FC.

## Palmarès
Widzew Łódź
- Copa polonesa de futbol: 1985

Legia Varsòvia
- Ekstraklasa: 1994
- Copa polonesa de futbol: 1989, 1994